# 安娜·克莉絲汀 (普法爾茨-蘇爾茨巴赫)
安娜·克莉絲汀（德語：Anna Christine von Pfalz-Sulzbach，1704年2月5日—1723年3月12日），普法爾茨-蘇爾茨巴赫伯爵特奧多爾·歐斯塔赫的女兒，維特爾斯巴赫家族成員。

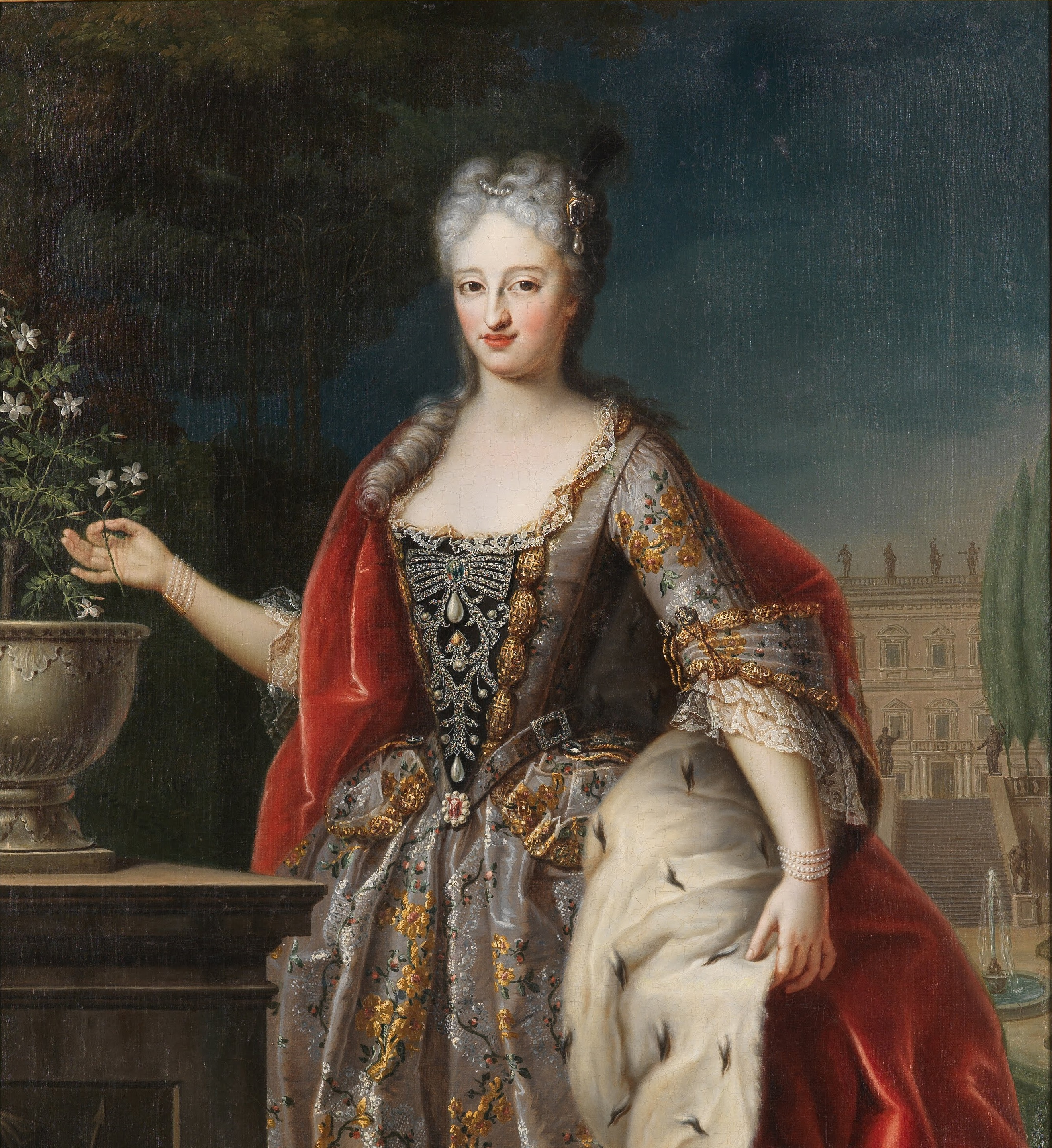

1722年，安娜·克莉絲汀與薩丁尼亞國王維托里奧·阿梅迪奧二世之子卡洛·埃馬努埃萊結婚，兩人只有一個夭折兒子維托里奧。1723年安娜·克莉絲汀去世，年僅19歲。